# Atherina boyeri
Pour les articles homonymes, voir Joël.
Espèce
Synonymes
- Atherina (Hepsetia) boyeri Risso, 1810[1]
- Atherina anterina Nardo, 1847[2] [1] [3]
- Atherina bonapartii Boulenger, 1907[2] [1] [3]
- Atherina boyeri caspia Eichwald, 1831[1]
- Atherina boïeri Risso, 1810[1] [3]
- Atherina caspia Eichwald, 1831[1]
- Atherina hyalosoma Cocco, 1885[2] [1] [3]
- Atherina lacustris Bonaparte, 1836[2] [1] [3]
- Atherina lagunae Trabelsi, Faure, Quignard, Boussaid, Focant & Maamouri, 2002[1]
- Atherina lagunae Trabelsi, Faure, Quignard, Boussaïd, Focant & Mâamouri, 2002[2]
- Atherina mochon aegyptia Boulenger, 1907[2] [1] [3]
- Atherina mochon pontica Eichwald, 1831[1]
- Atherina mochon riqueti Roule, 1902[1] [3]
- Atherina mochon Cuvier, 1829[2] [1] [3]
- Atherina pontica Eichwald, 1831[1]
- Atherina presbyter caspia Eichwald, 1831[2] [1]
- Atherina presbyter pontica Eichwald, 1831[2] [1]
- Atherina riqueti Roule, 1902[2] [1] [3]
- Atherina risso Valenciennes, 1835[2] [1] [3]
- Atherina rissoi Günther, 1861[1]
- Atherina sarda Valenciennes, 1835[2] [1]
- Atherina sardinella Fowler, 1903[2] [1]
- Hepsetia boyeri (Risso, 1810)[1]
- Hepsetia mochon (Cuvier, 1829)[1]

Statut de conservation UICN

 LC  : Préoccupation mineure
Atherina boyeri (le Joël ou Athérine) est une espèce de poissons de la famille des Atherinidae que l'on rencontre dans l'océan Atlantique (du large du Portugal jusqu'à hauteur de la Mauritanie), en Méditerranée, dans la mer Noire et dans la Caspienne.

## Sous-espèces
- Atherina boyeri pontica (Eichwald, 1838) - Mer Noire et mer d'Azov
- Atherina boyeri caspia (Eichwald, 1838) - Mer Caspienne

## Description
Atherina boyeri mesure jusqu'à 200 mm. Corps allongé, mâchoire supère. Deux nageoires dorsales, la première se situe à peu près à la moitié du corps, la deuxième au dernier tiers.

## Habitat
Atherina boyeri peut se rencontrer indifféremment en eau de mer, en eau saumâtre et en eau douce.
Des bancs peuvent se former très près du rivage, ce poisson est pêché afin de servir d'appât à de plus gros poissons.

## Alimentation humaine
Ce poisson est consommé traditionnellement en friture sous le nom de jol, joels ou mangetout.
En Tunisie, l'athérine est consommée après séchage avant d'être grillée et incorporée dans des sauces. Elle est un élément incontournable de la cuisine du sud du pays sous le nom d'ouzef , en particulier dans la région de Gabès. Pêchée dans la région côtière de Gabès à la seine de plage ou la seine tournante, l'athérine juvénile se retrouve en mélange de proportions variables avec d'autres poissons de petite taille comme l’anchois Engraulis encrasicolis par exemple. Protéine des pauvres, ces poissons séchés entrent dans la composition de l'Harrisset Ouzef, ou sont ajoutés au couscous, en particulier la version gabésienne de couscous M'hakkek, sauces et berkoukech locales.

## Étymologie
Son nom spécifique, boyeri, lui a été donné en l'honneur de Guillaume Boyer, naturaliste, poète, mathématicien et médecin originaire de Nice, mort vers 1355.

## Publication originale
- Risso, 1810 : Ichthyologie[14] de Nice, ou histoire naturelle des poissons du Département des Alpes Maritimes. p. 1-388[15] (texte intégral).